# Rio Groaíras
O Rio Groaíras é um rio brasileiro que banha o estado do Ceará. 
Banha apenas dois municípios: Santa Quitéria onde sua nascente está localizada e Groaíras, onde está localizada a foz no rio Acaraú. Sua bacia hidrográfica abrange também pequenas partes dos municípios de Forquilha e Catunda.
Em seu leito está construído o Açude Edson Queiroz, com capacidade de acumular 250.500.000 m³.